# Vlaška (Bośnia i Hercegowina)
Vlaška (cyr. Влашка) – wieś w Bośni i Hercegowinie, w Republice Serbskiej, w mieście Trebinje. W 2013 roku liczyła 5 mieszkańców.